# GR-16
La GR-16 est une autoroute urbaine espagnole en projet qui va relier[Quand ?] l'A-44 et l'A-7 au Port de Motril située au sud de la ville par l'est.
Elle permettra d'accéder directement au port sans traverser la ville depuis l'A-44 en venant de Grenade ou Madrid et depuis l'A-7 en venant d'Almérie.

Elle jouera aussi le rôle de Rocade est pour l'agglomération car elle contournera Motril par l'est.
De plus, c'est une voie rapide qui permet la desserte du Port de Motril qui a vu son trafic de marchandises exploser ces dernières années grâce notamment au formidable développement économique de l'Andalousie.

## Tracé
- Elle va se détacher de l'A-44 au nord de Motril pour ensuite contourner l'agglomération par l'est.
- Elle va ensuite croiser l'A-7 lorsqu'elle sera construite ce qui permettra de connecter le port au reste du territoire.
- Elle se termine à l'est de la commune abritant le port (El Varadero)